# Berra
Berra – miejscowość i gmina we Włoszech, w regionie Emilia-Romania, w prowincji Ferrara.
Według danych na rok 2004 gminę zamieszkiwało 5659 osób, 83,2 os./km².